# حمدالله ابدام
حمدالله ابدام (زادهٔ ۱ فروردین ۱۳۷۲) یک بازیکن فوتبال اهل ایران است.